# Kento Hori
Kento Hori (堀 健人 Hori Kento?), född 13 juni 1982 i Hiroshima prefektur, är en japansk före detta fotbollsspelare.
Hori började sin karriär 2005 i Sagawa Express. 2008 flyttade han till Mito HollyHock. Efter Mito HollyHock spelade han för Hoyo Oita. Han avslutade karriären 2013.